# Championnats d'Afrique de boxe amateur 1979
Navigation
Édition précédente Édition suivante
La 7e édition des championnats d'Afrique de boxe amateur s'est déroulée à Benghazi, Libye, du 6 au 18 juillet 1979. 
Cette édition devait initialement se tenir au Maroc en 1978.

## Résultats

### Podiums
| Catégories                    | Or                   | Argent             | Bronze                                    |
| Poids mi-mouches (-48 kg)     | Jean-Paul Makaya     | David Waweru       | Habib Messaoud Joe Orewa                  |
| Poids mouches (-51 kg)        | Saudi Odanga         | Elhani Bouksiba    | Abdelhamid Cherif Ali Bouhab              |
| Poids coqs (-54 kg)           | Peter Mensah         | Mohamed Khabil     | Modesti Napunyi Odour William Azanor      |
| Poids plumes (-57 kg)         | George Findo         | Ali Messaoud       | Said Ounes Kwatey Quartey                 |
| Poids légers (-60 kg)         | Kamel Abboud         | Francis Clotey     | Nassreddin El-Agely Akwei Addo            |
| Poids super-légers (-63,5 kg) | Ali Athumani         | Assomou M'Ve       | Djillali Rahou Victor Mayala Ansoula      |
| Poids welters (-67 kg)        | Salah el-Mehri       | Philip Mathenge    | Felicien Mzagou Hamidou Yagho             |
| Poids super-welters (-71 kg)  | Athman Abdulhamani   | Abdelkarim Awidami | Mamadou Coulibaly Mohamed Cofie           |
| Poids moyens (-75 kg)         | Kpakpo Allotey       | Mohamed Ben Brahim | Driss El Cherif Farid Hadjloui            |
| Poids mi-lourds (-81 kg)      | Mahmoud Abouchekioua | Moussa Ouattara    | Magloire Nganjong Vincent Tchotche Sandou |
| Poids lourds (+81 kg)         | Luc Tchoula          | Solomon Ataga      | Cheikh Omar Sogodogo Joseph Adamah Mensah |

### Tableau des médailles
| Place | Pays                | Médaille d'or, Afrique | Médaille d'argent, Afrique | Médaille de bronze, Afrique | Total |
| ----- | ------------------- | ---------------------- | -------------------------- | --------------------------- | ----- |
| 1     | Kenya               | 4                      | 2                          | 1                           | 7     |
| 2     | Libye               | 2                      | 2                          | 4                           | 8     |
| 3     | Gabon               | 2                      | 1                          | 2                           | 5     |
| 4     | Ghana               | 2                      | 0                          | 3                           | 5     |
| 5     | Algérie             | 1                      | 1                          | 3                           | 5     |
| 6     | Maroc               | 0                      | 2                          | 1                           | 3     |
| 7     | Côte d'Ivoire       | 0                      | 1                          | 2                           | 3     |
| 7     | Nigeria             | 0                      | 1                          | 2                           | 3     |
| 9     | Haute-Volta         | 0                      | 1                          | 1                           | 2     |
| 10    | Mali                | 0                      | 0                          | 2                           | 2     |
| 11    | République du Congo | 0                      | 0                          | 1                           | 1     |
| Total | 11 pays médaillés   | 11                     | 11                         | 22                          | 44    |